# Acacia heterochroa
Acacia heterochroa är en ärtväxtart som beskrevs av Bruce R. Maslin. Acacia heterochroa ingår i släktet akacior, och familjen ärtväxter.

## Underarter
Arten delas in i följande underarter:
- A. h. heterochroa
- A. h. robertii